# Тишуров, Илья Игоревич
Илья Игоревич Тишуров (бел. Ілья Ігаравіч Цішуроў; род. 27 октября 2004, Круглое, Могилёвская область) — белорусский футболист, нападающий клуба «Слуцк».

## Карьера

### «Центр футбола»
Воспитанник футбольной академии брестского «Динамо». В начале 2021 года футболист перешёл в структуру брестского «Руха», где продолжил выступать на юношеском уровне. В 2022 году брестский «Рух» был расформирован, а футболист продолжил карьеру в юношеском отделении клуба, которое стало назваться «Центр футбола». В июле 2022 года футболист на правах арендного соглашения присоединился к столичному «Энергетику-БГУ» до конца сезона. В минском клубе футболист стал выступать за дублирующий состав. По окончании срока арендного соглашения футболист покинул клуб и вернулся в «Центр футбола», вместе с которым стал готовиться к выступлению во Второй лиге. На протяжении сезона футболист был одним из ключевых игроков клуба, отличившись 49 голами и 3 результативными передачами во всех турнирах, тем самым став лучшим бомбардиром чемпионата с 44 забитыми голами. По итогу сезона футболист вместе с клубом стал бронзовым призёром Второй лиги. В начале 2024 года стало известно, что клуб снимается с участия в Первой лиге и прекращает существование, а футболист получил статус свободного агента.

### «Слуцк»
В феврале 2024 года футболист находился на просмотре в брестском «Динамо». В конце февраля 2024 года футболист стал игроком «Слуцка», с которым подписав контракт до конца сезона. Дебютировал за клуб футболист 17 марта 2024 года в матче против «Гомеля», выйдя на замену на 67 минуте.

## Международная карьера
В ноябре 2022 года футболист получил вызов в юношескую сборную Беларуси до 19 лет. Дебютировал за сборную футболист 17 ноября 2022 года в товарищеском матче против сборной России.